# Луково (озеро)
Лу́ково — озеро в Ногинском районе Московской области России.
Находится в 11 км к северо-востоку от города Ногинска между деревней Горки и селом Мамонтово.
Водная поверхность — чуть менее 35 га. Длина — около 2 км. Ширина — от 150 до 200 метров. Наибольшая глубина — 12 метров, преобладающая — 3—4 метра. Высота — 132,4 м над уровнем моря.
Многочисленными водотоками соединяется с торфяными болотами, вода насыщена торфом и имеет буроватый оттенок.
Из озера вытекает небольшая речка Ретёмушка, правый приток Шерны.
В центре озера находился остров круглой формы с ещё одним маленьким озерцом, спущенным канавой в основное озеро. На острове расположен детский оздоровительный лагерь металлургического завода «Электросталь».
Ихтиофауну водоёма составляют окунь, щука, плотва, карась, карп, лещ, ротан. Часты заморы рыб в зимний период. Растительность представлена осокой береговой, тростником обыкновенным, камышом, водокрасом, особенно много элодеи. Вплотную к берегам растут многочисленные берёзы с редкими соснами и елями.

## История
Донные отложения озера говорят об образовании озера 10—12 тысяч лет назад.
Основная гипотеза происхождения говорит о взрыве болотного газа. Газ скопился в образовавшихся в известняках и доломитах под воздействием кислой болотной воды пустотах.
Название озеро предположительно получило по имени кузнеца Луки, имевшего кузницу и небольшой кабачок на берегу озера по просёлочной дороге, соединявшей Стромынскую и Владимирскую дороги. Факт существования кузницы подтвердился, при строительных работах были найдены гвозди от подков и старинные монеты.
10 июня 1960 г. на озере произошла трагедия — погибли 28 человек.